# Klatsmányi Árpád
Klatsmányi Árpád (Budapest, 1923. december 20. – Budapest, 2007. július 1.) gyémánt diplomás okleveles gépészmérnök, feltaláló, címzetes egyetemi tanár, a Jedlik Ányos Társaság alapító tagja.
Működési területe: számítástechnika, számítástechnikai alkalmazások, automatika, félvezető-technika, méréstechnika, vasútbiztosítás, impulzus fényforrás, fényújság, zöldhullám és lokátortechnika illetve annak alkalmazásai.
Szabadalmai: 21 bejelentett és elfogadott szabadalom

## Családi gyökerek, tanulmányai
Id. Klatsmányi Árpád és Lüttich Irma második gyermekeként született. Édesapja megbecsült építőmester volt, édesanyja háztartásbeli. Nővére, Gabriella (1920–1999) Dr. Kiss József szakállatorvos felesége lett, aki a magyarországi szarvasmarha-állomány TBC mentesítését dolgozta ki. Öccse Klatsmányi Tibor (1933–1986) a győri Közlekedési és Távközlési Műszaki Főiskola, a mai Szent István Egyetem egykori legendás professzora volt.
A kiterjedt Klatsmányi család ingergazdag szellemi légkört teremtett a sok gyermek számára. A sport mellett mindennaposak voltak a technikai, építészeti, művészeti, irodalmi témák is, számos játékos családi vetélkedéssel. A család ragaszkodása a Balatonhoz közismert volt. Zamárdiban az újonnan kijelölt nyaralótelepen a nagypapa, Klatsmányi Nándor az elsők között vett telket a húszas években, és épített nyaralót a négy gyermeke számára. Árpád itt ismerkedett meg a vitorlázással. A BYC, a Balatonfüredi Yacht Club versenyzőjeként sok versenyt megnyerve bekerült az olimpiai keretbe, de sajnos az 1944-es londoni versenyek a második világháború miatt elmaradtak. Teljes odaadással, a háború után is igen jó eredménnyel tovább versenyezett. Az 1948-as, XIV. nyári londoni olimpiára – a válogató versenyeken elért eredményeik alapján – egyszemélyes O-jolle kategóriában Dulácska Györgyöt és őt, Klatsmányi Árpádot olimpiai kerettagnak jelölték ki. Ezt követően erős szeles lengyelországi edzőtáborban vettek részt, komolyan felkészültek. Az utazás reggelén azonban közölték velük, hogy nem mehetnek. Utána már nem versenyzett, de saját hajója, a Boszorkány, egy mahagóni O-jolle még sokáig vitte kapitányát a balatoni vizeken.
Középiskolai tanulmányait a Budai Ciszterci Szent Imre Gimnáziumban 1932–41 között végezte el kitűnő eredménnyel. Kortársai közül kitűnt hihetetlen gyors felfogóképességével, logikus gondolkodásával és matematikai tudásával. Veleszületett tanító hajlama volt, szeretett csoportokat szervezni és a tanultakat más, általa kitalált módon továbbadni.
Egyetemi tanulmányait a Magyar Királyi József Nádor Műszaki és Gazdaságtudományi Egyetemen 1941 és 47 között végezte, de a háború alatt, 1944 decemberében a IV. éves műegyetemistákkal együtt Németországba telepítették ki, és a többiekkel együtt átélte a drezdai poklot is. Sok veszélyes kaland után a bajorországi Dingolfing városkában helyezték el őket, ahol megszervezték a tanulást és a továbbélést. Itt érte őket a háború vége, de csak 1945 novemberében térhettek haza. Gépészmérnöki oklevelét 1947 márciusában szerezte meg kiváló minősítéssel.
1949. május 14-én, Budapesten feleségül vette Berki Juditot. Házasságukból két leány Fruzsina (1950–1986) és Nóra (1958) született.
Élete végéig Budán élt. 2007-ben hunyt el.

## Korai munkássága
1947. június 1-jétől a Egyesült Izzólámpa és Villamossági Rt. kötelékébe lépett, és tervező mérnökként főleg mérőberendezésekkel, elsősorban nagy teljesítményű elektroncsövek (különösen léghűtéses adócsövek és thyratron csövek) mérési és ellenőrzési módszereivel, valamint mérőállomások tervezésével foglalkozott. 1949. december 1-jétől átkerült a kutató laboratóriumba, ahol kezdetben kis és közepes teljesítményű stabilizált áramforrások és elektronikus műszerek fejlesztése volt a feladata. Kiemelt témája volt a mikroszekundumos, nagy teljesítményű impulzusok hullámalak és paraméter mérése, majd ez bővült a mágneses terek térerősség és fluxus mérésével is.
A Tungsram laboratórium irányítását 1950. május 15-én a Távközlési Kutató Intézet, majd a Híradástechnikai Kutató Intézet, később ismét az Egyesült Izzólámpa és Villamossági Rt. vette át. Ezen időszakban indult meg intenzíven a magyar félvezető kutatás. E program keretében foglalkoztak ebben a laboratóriumban nagy tisztaságú germánium egykristályok fizikai tulajdonságainak vizsgálatával. Klatsmányi Árpád a szennyezettség és részecske mozgékonyság mérésére eljárást dolgozott ki, és mérőberendezést tervezett a vezetőképesség illetve Hall-effektus mérése alapján. Ezt a munkáját a Magyar Tudományos Akadémia elismerte és 1951-ben kutatási jutalomban részesítette.
Egyetemi munkássága alatt (1952-57) a Központi Fizikai Kutatóintézet Spektroszkópiai osztályának elektronikai szakértőjeként is dolgozott. Kifejlesztette a nagy teljesítményű ív- és szikragerjesztő berendezések elektronikus vezérlését, mely lehetővé tette az időben felbontott spektroszkópiai felvételek készítését. Tanszéki kutatómunkája a térképező hajó-lokátorok közeli holt terének kiküszöbölése, valamint panoráma eljárással a lokátor térkép rajzolatának finomítása volt.
1956-os forradalom és szabadságharc idején tanúsított magatartásáért a Budapesti Műszaki Egyetemről elbocsátották. 1957 decemberében csatlakozott a Műszertechnikai Kutató Munkaközösséghez. Kifejlesztette a hordozható, feszített szálas, fénymutatós galvanométer hőmérsékletmérő családot. A Bozzay Dezső által formatervezett készülékek Biotherm védett névvel kerültek forgalomba. Kidolgozta a hőérzékelők csereszabatos előállításának gyártástechnológiáját, mérési módszerét és gyártóberendezéseit is. A munkaközösség 1959-ben a Budapesti Orvosi Műszergyárba olvadt be és áthelyezéssel került az EMG-be. Egyidejűleg szakértője lett a mára megszűnt, egykori Optikai és Finommechanikai Központi Kutató Laboratóriumnak, ahol spektrométer, kompenzátor és képtávíró kutatási programban vett részt.

## Oktatás
Már egyetemi évei alatt tanít, 1944-től a Műegyetem Aerodinamikai Tanszékén, mint fizetéses gyakornok, 1946 augusztusától, mint kisegítő tanársegéd. Részt vett a tanszéken folyó, szélcsatorna modellmérések kutató munkáiban. Munkája a hődrótos-elektronikus mérési eljárások kifejlesztése volt a lamináris és turbulens határrétegek áramlási viszonyainak vizsgálatához.
1951-52 tanévben a Budapesti Műszaki Egyetem Hadmérnöki Karán az Elektroncsövek című tárgy előadására kapott meghívott előadói megbízást. A tárgy keretén belül a klasszikus és a speciális mikrohullámú elektroncsövek elméletével és alkalmazás technikájával foglalkozott és azt tanította. 1952. november 1-jén a Műszaki Egyetem Hadmérnöki Karára tanszékvezető docenssé nevezték ki. Feladata a mikrohullámú híradástechnikái oktatás megszervezése volt. Előadásaiban az elektroncsővek és azok alkalmazástechnikája mellett 1954-től az oktatási tervbe felvette és rendszeresen előadta és publikálta az aktív és passzív félvezetők, tranzisztorok elméletét és kapcsolástechnikáját is.
Előadásokat tartott a METESZ egyesületeiben, valamint a Mérnök Továbbképző Intézetben. Klatsmányi Árpád úttörő szerepet játszott a tranzisztorok hazai használatának elterjesztésében.

## EMG
Az Elektronikus Mérőkészülékek Gyára 1950-ben az Orion műszerosztályából nőtt ki és kezdetben analóg műszereket gyártott a hazai és külföldi cégek számára. Klatsmányi Árpád 1959. június 1-jén kezdte meg működését fejlesztésirányító műszaki titkári beosztásban. Mérési ügyekben szerzett tapasztalata alapján a fejlesztési főosztály egyes laboratóriumainak munkáját ellenőrizte és szakmai tanácsadással segítette. 1960-ban a londoni OLYMPIA automatizálási kiállítás tapasztalatai alapján a vállalatvezetés felé javaslatot tett a digitális műszerfejlesztés meggyorsítására és kiterjesztésére az automatizálási eszközök irányában. Javaslatát elfogadták és megbízást kapott a fejlesztési osztály keretében Digitális Rendszerfejlesztési csoport szervezésére. 1964-ig konzultánsként végezte a csoport irányítását. Így születettek meg a félvezető elemekre épülő logikai építőelem család sorozatai: EDS l000, 4000, 6000 és 9000. Ekkor szervezte meg az EMG digitális automatizálási csoportját is. Az utóbbi produktív csoport irányításával több nagyobb rendszer kidolgozását és gyártását végezte el. Ezek közül példaként kiemelve: számjegyes szerszámgép vezérlési elemek, vegyipari annunciátor rendszer, digitális zenditron vezérlés hegesztő gépekhez, forgalomirányító rendszer).
1962-ben a Budapesti Ipari Vásáron mutatták be Bányai Pál és Klatsmányi Árpád szabadalma alapján megépített új rendszerű – telex jelekkel távolból is működtethető – tranzisztoros villanyújság kísérleti darabját. A Villamos Automatika Intézet (VILATI) gyártotta le a nagyvárosi villanyújságot, melyet a Dohány utca és a Körút sarkán szereltek fel 1963 karácsonyára. A villanyújság kivitelezését az EMG még nem vállalta.

## EMG Hunor 131
A Digitális Rendszerfejlesztési csoport 1964. október és 1965. február között rendkívül rövid idő – 5 hónap – alatt kifejlesztette az első hazai gyártású logikai elemekre épülő HUNOR 131 asztali elektronikus számológépet. Ennél a fejlesztési munkánál először alkalmaztak PERT módszert. A fejlesztés eredményeként az EMG elkezdte a típus nagy sorozatú gyártását és ezzel a vállalat diverzifikálását a digitális technika felé. Az EMG ezzel a gyártmányával az elsők között jelent meg a világpiacon. A Hunor család korszerűsített modelljeit, a Hunor 157, 158-at követte egy kisméretű, négy munkahelyes irodai asztali számítógép. Ezek a termékek nagyszámú hazai és külföldi megrendelést hozotak az EMG-nek.

## EMG 830 sorozat, az első teljesen hazai tervezésű számítógépek
1965-ben a fejlesztő csoport keretei már szűknek bizonyulták a témák vitelére és ekkor a vállalatvezetőség a Digitális Fejlesztési Főosztály megszervezésével, annak vezetésével főkonstruktőri minőségben bízta meg Klatsmányi Árpádot. A főosztály tevékenységét erősen szakosította, és a teamek összehangolt munkájával tudta biztosítani, hogy 1968 szeptemberéig elkészült az EMG 830-10 folyamatirányító modulrendszerű elektronikus digitális számítógép prototípusa, amit az esztergomi SZÁMÍTÓGÉPTECHNIKA 68 Konferencián mutattak be. A gép építéséhez a főosztály kifejlesztette az EDS 2000 és EDS 5000 szilíciumbázisú logikai rendszert, valamint az elemgyártás és funkcionális egységgyártás automatizált bemérő és gyártóeszközeit. Ez volt az első saját tervezésű magyarországi elektronikus számítógép.
1969-ben a főosztályon elkészült a számítógép család EMG 830-20 típusszámú ügyviteli változatának alapkiépítése, 1970-ben pedig a nagy teljesítményű perifériák illesztése a rendszerhez.
Az EMG nemcsak a fejlesztés és gyártás területén alkotott korszakos eredményt, hanem javaslatára gondoskodott az értékesítés, szerviz, ügyfélszolgálat, fővállalkozás, oktatás és propaganda szervezeteinek fölállításával és azok harmonikus működtetéséről is.
Már 1965-ben megszervezte a szoftver fejlesztési osztályt, amit 1969-ig irányított. Itt készült el a számítógép család alapoperációs rendszere (BOSS = Basic Operating Software System) és az assembly szintű alap-programnyelve (SIMPLE = Symbolic Input and Maintenance Programing Language). A programkönyvtár készítésének további munkájába szerződésileg bevonták a NIM, INFELOR, SZÜV programozóit és több kisebb hazai számítóközpont szakembereit is. Saját programozási tevékenysége kétirányú volt. Egyrészt a tervezés szakaszában logikai tervezési és ellenőrzési, valamint szimulációs programokat dolgozott ki az EMG-830 gépi tervezésének biztosítására, másrészt a gép hardware megszakításrendszerének kezelő és szervező programjaival foglalkozott. Ez utóbbi tevékenységek közül legfontosabb a gyöngyösi hőerőmű adatgyűjtő rendszeréhez készített, de általános felhasználású MOS (Multiprocess-Operating System) program, mely 12 szimultán futó program szervezését, valamint az irodai és folyamatperifériák megszakításának kezelését és a gép üzemének naplózását tette lehetővé.

## EMG 810 számítógép, licenc átvétellel
1968-ban a vállalat a francia  CII (Compagnie internationale pour l'informatique) céggel licence szerződés előkészítését kezdte meg a hazai számítógépgyártás technológiai fejlődésének meggyorsítására és a gyártó tevékenység kiterjesztésére a legkisebb számítógép kategóriák fele. Ez a gép lett az EMG 810. Az 1969-ben aláírt licenc szerződés honosítási munkáit Klatsmányi Árpád 1970 közepéig irányította.

## Az EMG-s karrier vége
Klatsmányi Árpádnak többször volt alkalma a licence-adó vállalat szervezését, termelésirányítási módszereit részletesebben tanulmányozni. Az EMG-830 számítógép "0" széria tapasztalatok, valamint a licence-adónál látottak alapján elkezdett foglalkozni a magas szervezési szintű számítógépes termelés irányításához szükséges szervezés, dokumentálás, programozás kérdéseivel. Ez irányú tevékenységének befejezését meggátolta az EMG vezetőségének merev, a régi szervezési formához való ragaszkodása és ennek következményeként a számítástechnika közvetlen művelésétől való visszavonulásra kényszerítette. A Klatsmányi laboratórium 130 fős mérnökgárdája rövidesen szétesett, sokan kiléptek az EMG-ből.

## A további életút
A főkonstruktőri asztaltól való felállítás után a Kohó- és Gépipari Tudományos Tájékoztató Intézetben létesített ágazati információs központ szervezési kérdéseivel, valamint a számítógépes információgyűjtés, tárolás és információszolgáltatás (adatbank) megvalósítási lehetőségeinek vizsgálatával (modellezés, technológia) foglalkozott. A Számítástechnikai Iroda főmérnöke volt egészen 1983-ig. Szakértőként belföldön és külföldön megbízásokat kapott. A Magyar Szabványügyi Hivatal adatfeldolgozási információhordozók szabványosítási munkájában is részt vett.
ENSZ ösztöndíjjal Franciaországban olyan számítógép szervezői diplomát szerzett, mely a legmagasabb kvalifikációt igénylő állás betöltésére tette alkalmassá. Hazatérve néhány munkahely után az oktatásban talált megnyugtató helyet, s tudását egyetemen, tanfolyamokon adta tovább. 1971-től a BME Erősáramú Intézetének meghívott előadója volt. A Mérnök Továbbképző Intézetben nagyszámú előadást tartott. Összesen 25 alkalommal publikált könyvet, szakcikket és népszerűsítő cikket. Kiemelkedő oktatói képességéért címzetes egyetemi tanári rangot kapott.
1983-ban, hatvanévesen nyugdíjazását kérte és számítástechnikai magánvállalkozásba kezdett, melyben egészen a 2000-es évek elejéig volt aktív. A rendszerváltozás után páratlan szakmai képességét Eötvös Loránd és Kalmár László díjjal ismerték el.

## Társasági tagság
- IEC (International Electrotechnical Comission) Archiválva 2014. március 28-i dátummal a Wayback Machine-ben TC 13C szekció (Elektronikus mérőkészülékek) 6. munkabizottság titkára (1960-1976)
- Hivatásos Szakértők Országos Névjegyzéke(1959-1996)
- Jedlik Ányos Társaság Archiválva 2011. április 13-i dátummal a Wayback Machine-ben alapító tagja (1993-2007)

## Díjai, kitüntetései
- Oktatásügy Kiváló Dolgozója (1956)
- Munka Érdemrend ezüst fokozata (1964)
- Eötvös Loránd-díj (1993)
- Kalmár László-díj (1996)

## Emlékezete

## Kiemelt könyvei, publikációi
- A magyar elektronikai ipar – múlt és jelen (társszerző), (Műegyetemi Kiadó, Budapest 1996; ISBN 963-420-827-4)
- Magyar Tudomány 1979. január (társszerző), (Akadémiai Kiadó, Budapest 1979)
- A tranzisztorok felhasználásának kérdései (Kiss Ernő, Szabó Nándor és Winter Ernő hozzászólásával), (Akadémiai Kiadó Budapest, 1955)
- Bardócz Árpád, Klatsmányi Árpád: Egy Wilson-féle ködkamra megvilágító berendezés (Magyar fizikai folyóirat, Magyar Tudományos Akadémia, Budapest 1956)
- Kisfrekvenciás tranzisztor kapcsolás (Felsőoktatási Jegyzetellátó Vállalat, Budapest 1956. 1962-ig tizenegy kiadást ért meg)
- Die Verwendung von Quarzuhren zur geographischen Ortsbestimmung (Akadémiai Kiadó Budapest, 1959)
- Tranzisztorok kapcsolástechnikája (Mérnöki Továbbképző Intézet, Budapest 1955. 1962-ig kilenc kiadásban)
- Elektronikus voltmérő szabvány, IEC Publication No. 217

## Külső hivatkozások
- Hazai számítástechnika története. Magyar Műszaki és Közlekedési Múzeum Műszaki Tanulmánytára Archiválva 2012. november 28-i dátummal az Archive.is-en
- Életrajz[halott link]
- Búcsú Klatsmányi Árpádtól Gergely György sírbeszéde[halott link]
- Nekrológ NJSZT Mi Újság 2007. szeptember[halott link]
- Mérföldkövek a magyar informatika történetben
- Történetek a magyar (és a külföldi) számítástechnika (h)őskorából[halott link]
- Az EMG számítástechnikai programja Archiválva 2012. szeptember 24-i dátummal a Wayback Machine-ben
- Radio Museum EMG (Elektronikus Mérõkészülékek Gyára) (angol)
- Elemek a HIKI történetéből
- Orion-EMG[halott link]
- Mérföldkövek vándorkiállítás[halott link]

### Videóhivatkozások
- Kiss Sándor előadása Klatsmányi Árpádról
- Neumann János Számítógép-tudományi Társaság Informatika Történeti Fóruma az EMG-ről